# Jörn Wollschläger
Jörn Wollschläger (* 4. März 1978 in Suhl) ist ein ehemaliger deutscher Biathlet und Biathlontrainer.

## Werdegang
Jörn Wollschläger startet für den WSV Oberhof 05. Er hatte seinen ersten Auftritt auf der internationalen Ebene bei den Juniorenweltmeisterschaften 1999 in Forni Avoltri. Im Einzel verpasste er als Vierter knapp eine Medaille, mit der Staffel, zu der auch Alexander Wolf gehörte, gewann er Gold. Im Jahr darauf gewann er in Jericho Gold im Einzel und Silber im Sprint.
1999 debütierte Wollschläger in Friedenweiler im Europacup und wurde Zwölfter im Sprint und Zehnter in der Verfolgung. 2001 trat er erstmals bei Europameisterschaften an. Mit der Staffel, zu der neben Wolf auch Michael Greis und Andreas Stitzl gehörten, gewann er in Haute-Maurienne Gold, bei Einzelrennen kam er nicht in Medaillennähe. Im selben Jahr nahm er auch an den Militärweltmeisterschaften in Jericho teil und wurde Sechster im Sprint. Zum Beginn der Saison 2001/02 trat Wollschläger in Östersund erstmals im Biathlon-Weltcup an. Er begann mit einem 25. Platz im Einzel und steigerte sich in den beiden weiteren Rennen des Weltcupwochenende kontinuierlich: im Sprint wurde er 17, in der Verfolgung 13, seine bis heute beste Weltcupplatzierung, die er in der Saison nochmals in einem Massenstart in Oberhof erreichte. Wollschläger lief in dieser Saison durchgängig im Weltcup und konnte sich meist in den Punkterängen platzieren. Am Ende der Saison wurde er 39. im Gesamtweltcup.
In den nächsten Jahren konnte er diese Leistungen jedoch nie dauerhaft bestätigen und kam nur sporadisch zu Weltcupeinsätzen. Er startete deshalb häufig im Europacup, wo er sechs Rennen, davon eines mit der Staffel, gewann. In dieser Zeit konnte er zweimal den zweiten Platz der Gesamtwertung des Europacups feiern. Wollschläger schaffte es nie, sich für Weltmeisterschaften zu qualifizieren, doch nahm er noch weitere Male an Europameisterschaften teil. 2003 gewann er in Forni Avoltri mit der Staffel (mit Daniel Graf, Carsten Pump und Marco Morgenstern) erneut Gold, in der Verfolgung wurde er Vierter, nach einem 18. Rang im Sprint. 2004 in Minsk gewann er erneut Gold mit der Staffel, dieses Mal zusammen mit Graf, Michael Rösch und Carsten Heymann. 2005 in Nowosibirsk gewann er mit der Staffel die Bronzemedaille, die Titelkämpfe 2006 in Langdorf verliefen ohne nennbare Erfolge. 2007 in Bansko kam nach einem fünften Platz in der Verfolgung wieder der Gewinn des Staffelgoldes (mit Graf, Pump und Christoph Knie) hinzu.
Im November 2008 gab Wollschläger das Ende seiner Karriere als aktiver Sportler bekannt. Im Frühjahr 2011 wurde er Assistenztrainer beim Schweizer Skiverband an der Seite von Weltcuptrainer Steffen Hauswald als Nachfolger des Norwegers Tobias Torgersen. Nach dem Rücktritt von Hauswald übernahm er im Februar 2013 zusammen mit dem früheren Biathleten Christian Stebler die Verantwortung für die Schweizer Männermannschaft.
Nach der Saison 2019/20 trat Wollschläger als Nationaltrainer zurück.

## Biathlon-Weltcup-Platzierungen
| Platzierung         | Einzel | Sprint | Verfolgung | Massenstart | Staffel | Gesamt |
| ------------------- | ------ | ------ | ---------- | ----------- | ------- | ------ |
| 1. Platz            |        |        |            |             |         |        |
| 2. Platz            |        |        |            |             |         |        |
| 3. Platz            |        |        |            |             |         |        |
| Top 10              |        |        |            |             | 2       | 2      |
| Punkteränge         | 5      | 5      | 3          | 2           | 3       | 18     |
| Starts              | 8      | 17     | 13         | 2           | 3       | 43     |
| Stand: Karriereende |        |        |            |             |         |        |